# William Morrant Baker
Pour les articles homonymes, voir Baker.
William Morrant Baker (né le 20 octobre 1839 à Andover, Hampshire, Angleterre, mort le 3 octobre 1896 à Pulborough, Sussex) est un chirurgien anglais. Il est le premier à décrire la tuméfaction du creux poplité maintenant connue sous le nom de kyste de Baker.

## Biographie
Fils de l'avocat Benjamin Russel Baker, William Morrant Baker commence sa formation médicale comme apprenti auprès d'un chirurgien local, George Speker Payne, puis entre en tant qu'étudiant à l'hôpital St. Bartholomew à Londres en 1858. Il obtient son diplôme en 1864 et en 1867 le titre de chirurgien sénior en devenant membre du collège royal de chirurgie,.
Souffrant d'une ataxie locomotrice progressive, il arrête sa carrière en mai 1892,.

## Travaux
Il publie de nombreux articles dans Pathological Society, Royal Medical and Chirurgical Society. Il publie également Handbook of Physiology,.